# Haliscera
A Haliscera é um género de hidrozoários da família Halicreatidae.

## Espécies
Existem três espécies reconhecidas no género Haliscera:
- Haliscera bigelowi (Kramp, 1947)
- Haliscera conica (Vanhöffen, 1902)
- Haliscera racovitzae (Maas, 1906)

### Nomes de espécies inválidos
- Haliscera alba (Vanhöffen, 1902) - Species inquirenda